# Exclamación y querella de la gobernación
La Exclamación y querella de la gobernaçión del poeta de la lírica cancioneril Gómez Manrique, tío de Jorge Manrique, es una sátira política clásica del Prerrenacimiento español.

## Ediciones
Fue un texto muy popular; aparte de la decena larga de cancioneros manuscritos que lo contienen, el testimonio impreso más antiguo parece ser el Cancionero General de Hernando del Castillo (Valencia: Cristóbal Coffman, 1511) y sus reimpresiones (Toledo: Ramón de Petras, 1527 y Amberes: Philippo Nucio, 1573), así como pliegos sueltos burgaleses del siglo XVI (por ejemplo, Burgos: Imprenta de Juan de Junta, 1550 y Burgos, Felipe de Junta, entre 1565 y 1570)

## Género literario
Se trata de una sátira política en verso, género que, además de Manrique, cultivaron otros
autores de la época como su tío el Marqués de Santillana con su Doctrinal de privados, Juan Álvarez Gato y Hernán Mexía, así como obras anónimas como las Coplas de la Panadera y las Coplas de Mingo Revulgo. Este género estuvo en boga sobre todo entre 1460-1490 a causa de los revueltos acontecimientos políticos sociales del momento (guerras civiles castellanas, sobre todo), en que se atacaban entre sí reyes y nobles, caballeros y burgueses, la iglesia y el pueblo.

## Contenido y estructura
El poema consta de 18 estrofas de coplas castellanas de rima alterna (abab, cdcd) en versos
octosílabos y sigue la estructura de una enumeración de actitudes y valores humanos invertidos, con el tópico literario del mundo al revés. Se enmarca con una alusión inicial y final a "la ciudad donde moro" en contraste con la bien regida Roma, revelando el trastorno en que está sumida la sociedad en general con ese ejemplo concreto. Es, pues, de estructura anular o circular, y se concluye con una amonestación final de clara forma epigramática:
Cuando Roma conquistaba / y Quinto Fabio regía / y cuando Escipión guerreaba, / Tito Livio así escribía: / "Las doncellas y matronas, / por la honra de su tierra, / desguarnecían sus personas / para sostener la guerra". / En el pueblo donde moro / al necio le hacen alcalde; / hierro precian más que oro, / la plata danla de balde. / La paja guardan los tochos / y dejan perder los panes, / cazan con los aguilochos, / cómense los gavilanes.
Contempla así en Castilla enormes revueltas sociales que le hacen exclamar que son tiempos de locura:
Los cuerdos huir debían / pues los locos mandan más, / que, cuando los ciegos guían, / ¡ay de quien viene detrás!
Como al principio, lamenta la ausencia de unos principios éticos generales y de una justicia gratificante que sirva para restablecer el orden legítimo de las cosas, la pobreza, la crisis demográfica y la ausencia de una nobleza bien preparada:
Sin castigar los perjuicios / es gran locura vivir, / y donde no hay servicios / remunerados, servir [...] / Donde sobra la codicia / todos los bienes carecen; / en el pueblo sin justicia, / los que son justos padecen. [...] / Que haya mancebos sin viejos / es peligroso alear; / grandes hechos sin consejos / siempre salieron a mal. / En el caballo sin freno / va su dueño temeroso; / sin el gobernalle bueno / el barco va peligroso; / sin que ejecuten las leyes / maldito es el bien que traen; / los reinos sin buenos reyes / sin adversarios se caen [...] / Una mesa sin manjares / no harta los convidados; / sin vecinos, los lugares / pronto serán asolados. [...] / La nao sin el patrón / no puede ser bien guïada; / do gobierna la afición / hay peligrosa morada. / [...] Las ovejas sin pastor / destruyen las heredades; / religiosos sin mayor / grandes cometen maldades. / Las viñas sin viñaderos / las cosechan caminantes; / las cortes sin caballeros / son como manos sin guantes [...] / Todos los sabios dijeron / que las cosas mal regidas / cuanto más alto subieron / mayores dieron caídas. / Por esta causa recelo / que mi pueblo con sus calles / habrá de venir al suelo: / por falta de gobernalles.

## Recepción
Desde que apareció causó mucha polémica, sobre todo en círculos toledanos. Provocó la glosa de Pero Díaz de Toledo y las refutaciones de Pero Guillén de Segovia, Antón de Montoro y Antonio de Soria. Por eso es muy posible que el decir manriqueño tenga explicación solo si se entiende que el lugar criticado en el poema es la ciudad de Toledo. Lo abona que durante largo tiempo se conociera a este texto como Sátira del mal gobierno de Toledo y que Manrique indicara claramente «mi pueblo con sus calles», siendo Toledo su ciudad amada y predilecta. Eloy Recio Ferreras lo prueba al afirmar que «de no entenderse así [que Toledo es el sujeto del poema], carecería de sentido el empeño repetido de algunos amigos íntimos del arzobispo, como Pero Guillén y Díaz de Toledo, por excluir el jerarca de las imputaciones y responsabilidades sugeridas en la sátira».